# Lee Pace
Lee Grinner Pace (sinh ngày 25 tháng 3 năm 1979) là một nam diễn viên người Mỹ. Anh từng vào vai Ned trong sê-ri phim truyền hình Pushing Daisies. Vai diễn mang về cho Lee một đề cử giải Quả cầu vàng.

## Thời thơ ấu
Lee Pace sinh ra ở Chickasha, Oklahoma, con trai của Charlotte (nhũ danh Kloeckler), một giáo viên, và James Roy Pace, một kỹ sư. Anh có hai anh chị em. Khi còn nhỏ, Lee Pace đã trải qua nhiều năm ở Arập Xê-út, nơi cha anh làm việc trong ngành dầu khí; sau đó gia đình chuyển tới Houston, Texas. Pace học tại trường trung học Klein ở Spring, Texas, cùng với Matt Bomer. Pace từng tạm ngưng học đi diễn tại Nhà hát Alley (Alley Theatre) của Houston trước khi trở về để tốt nghiệp. Tại Alley Theatre, anh xuất hiện trong các tác phẩm The Spider's Web và The Greeks. Năm 1997, Pace được Khoa Kịch nghệ của trường Juilliard chấp nhận là thành viên của Nhóm 30 (1997–2001), bao gồm cả các diễn viên Anthony Mackie và Tracie Thoms. Khi ở trường, Pace tham gia nhiều vở kịch, trong đó có Romeo và Juliet vai Romeo, Richard II trong vở kịch cùng tên, và vở Julius Caesar trong vai Cassius. Pace tốt nghiệp trường Juilliard với bằng Cử nhân Mỹ thuật.

## Sự nghiệp

### Kịch
Sau khi tốt nghiệp, Lee Pace đóng vai chính trong một số vở kịch tại sân khấu off Broadway, bao gồm The Credeaux Canvas và The Fourth Sister. Pace cũng đóng vai chính trong vở Small Tragedy của Craig Lucas, nhờ đó anh được đề cử giải Lucille Lortel cho Nam diễn viên xuất sắc nhất. Năm 2006, Pace đóng vai chính trong vở Guardians của Peter Morris, và lần thứ hai được đề cử giải Lucille Lortel cho Nam diễn viên xuất sắc.
Ngày 19 tháng 4 năm 2011 đánh dấu sự ra mắt tại sân khấu Broadway của Pace, khi vở The Normal Heart bắt đầu ra mắt. Pace được chọn vào vai nhà soạn nhạc Vincenzo Bellini trong vở Golden Age tháng 11 năm 2012. Năm 2018, Pace đóng vai Joe Pitt vở Angels in America: A Gay Fantasia on National Themes trên sân khấu Broadway....

### Điện ảnh
Lee Pace lần đầu được công nhận với vai chính Calpernia Addams trong bộ phim Soldier's Girl (Người Tình Chuyển Giới Của Viên Sĩ Quan) năm 2003, dựa trên các sự kiện có thực. Với phim này, Pace giành được giải thưởng Gotham cho "Nam diễn viên đột phá" và được đề cử cho một số giải thưởng khác, bao gồm giải Quả cầu vàng.
Năm 2008, Pace đóng vai chính trong phim Miss Pettigrew Lives for a Day và phim The Fall của Tarsem Singh. The Fall được các nhà phê bình cũng như khán giả khen ngợi và đây là một trong những vai diễn mang tính nghệ thật nhất của Lee Pace.
Năm 2012, Pace đóng vai Garrett, ma cà rồng du cư, trong The Twilight Saga: Breaking Dawn 2. Pace thừa nhận rằng danh tiếng của anh liên quan đến thương hiệu Twilight. Anh được Bill Condon, đạo diễn phim The Twilight Saga: Breaking Dawn 2, dành nhiều lời khen ngợi về diễn xuất, Stephenie Meyer, tác giả bộ truyện Twilight cũng rất hài lòng với nhân vật Garrett của Pace.
Ngày 30 tháng 4 năm 2011, Pace được chọn đóng vai Thranduil, trong loạt phim bom tấn chuyển thể về Người Hobbit của nhà văn J. R. R. Tolkien. Thông báo được đưa ra bởi chính đạo diễn loạt phim này Peter Jackson, đạo diễn đã tiết lộ trên trang Facebook của mình rằng ông thích Pace đóng phim này, từ khi ông xem màn trình diễn của Pace trong phim The Fall. Nhân vật của Pace xuất hiện trong cả ba phần The Hobbit: An Unexpected Journey phát hành vào tháng 12 năm 2012, The Hobbit: The Desolation of Smaug phát hành tháng 12 năm 2013 và trong bộ phim cuối cùng của bộ truyện, Người Hobbit: The Battle of Five Armies, phát hành ngày 17 tháng 12 năm 2014.
Pace đóng vai nhân vật phản diện, Ronan the Accuser, trong bộ phim Guardians of the Galaxy năm 2014 của Marvel Studios. Năm 2019, Pagce tái hiện vai Ronan the Accuser trong phim Captain Marvel....

### Truyền hình
Lee Pace vào vai Aaron Tyler trong loạt phim truyền hình ngắn Wonderfalls năm 2004 của nhà sản xuất Bryan Fuller. Sau đó, Fuller chọn Pace đóng vai chính Ned trong loạt phim truyền hình hài giả tưởng Pushing Daisies (Nhật Ký Hoa Cúc) ra mắt trên đài ABC tháng 10 năm 2007 và trở lại mùa thứ hai cũng là mùa cuối cùng vào ngày 1 tháng 10 năm 2008. Với nhân vật Ned, Pace được đề cử cho nhiều giải thưởng bao gồm: Giải Primetime Emmy cho Nam diễn viên chính xuất sắc trong loạt phim hài; giải Quả cầu vàng cho Nam diễn viên xuất sắc nhất trong một bộ phim truyền hình, nhạc kịch hay hài kịch; giải thưởng Satellite cho Nam diễn viên xuất sắc nhất trong một bộ phim truyền hình, âm nhạc hoặc hài kịch; giải Saturn cho Nam diễn viên truyền hình xuất sắc nhất....

## Đời tư
Trong một phỏng vấn vào tháng 2 năm 2018, anh cho biết từng có tình cảm với nam và nữ giới. Sau đó anh thừa nhận bản thân là queer với tờ The New York Times.

## Danh sách phim

### Điện ảnh
| Năm  | Tựa phim                              | Nhân vật                       | Ghi chú   |
| ---- | ------------------------------------- | ------------------------------ | --------- |
| 2003 | Soldier's Girl                        | Calpernia Addams               |           |
| 2005 | The White Countess                    | Crane                          |           |
| 2006 | Infamous                              | Richard Hickock                |           |
| 2006 | The Fall                              | Roy Walker / The Masked Bandit |           |
| 2006 | The Good Shepherd                     | Richard Hayes                  |           |
| 2008 | Polarbearman                          |                                | Phim ngắn |
| 2008 | Miss Pettigrew Lives for a Day        | Michael Pardew                 |           |
| 2009 | A Single Man                          | Grant                          |           |
| 2009 | Possession                            | Roman                          |           |
| 2010 | When in Rome                          | Brady Sacks                    |           |
| 2010 | Marmaduke                             | Phil Winslow                   |           |
| 2011 | The Resident                          | Jack                           |           |
| 2011 | Ceremony                              | Whit Coutell                   |           |
| 2011 | 30 Beats                              | Matt Roberts                   |           |
| 2012 | The Twilight Saga: Hừng đông – Phần 2 | Garrett                        |           |
| 2012 | Lincoln                               | Fernando Wood                  |           |
| 2012 | Người Hobbit: Hành trình vô định      | Thranduil                      |           |
| 2013 | Người Hobbit: Đại chiến với rồng lửa  | Thranduil                      |           |
| 2014 | Vệ binh dải Ngân Hà                   | Ronan the Accuser              |           |
| 2014 | Người Hobbit: Đại chiến Năm cánh quân | Thranduil                      |           |
| 2015 | The Program                           | Bill Stapleton                 |           |
| 2017 | The Keeping Hours                     | Mark                           |           |
| 2017 | The Book of Henry                     | David Daniels                  |           |
| 2017 | Revolt                                | Bo                             |           |
| 2018 | The Party's Just Beginning            | Dale                           |           |
| 2018 | Driven                                | John DeLorean                  |           |
| 2019 | Đại úy Marvel                         | Ronan the Accuser              |           |

### Truyền hình
| Năm       | Tựa phim                          | Nhân vật                      | Ghi chú                  |
| --------- | --------------------------------- | ----------------------------- | ------------------------ |
| 2002      | Law & Order: Special Victims Unit | Benjamin Tucker               | Tập: "Guilt"             |
| 2003      | Soldier's Girl                    | Calpernia Addams              | Phim truyện truyền hình  |
| 2004      | Wonderfalls                       | Aaron Tyler                   | Vai chính (13 Tập)       |
| 2007–2009 | Pushing Daisies                   | Ned                           | Vai chính (22 Tập)       |
| 2014–2017 | Halt and Catch Fire               | Joe MacMillan                 | vai chính (40 Tập)       |
| 2015      | The Mindy Project                 | Alex Eakin                    | Tập: "San Francisco Bae" |
| 2015      | Robot Chicken                     | Heinrich Himmler (lồng tiếng) | Tập: "Zero Vegetables"   |
| 2018      | Flying Tiger II                   |                               | Phim bộ Hong Kong TVB    |